# Wieprzoryjki
Wieprzoryjki (Choeronycterini) – plemię ssaków z podrodziny jęzorników (Glossophaginae) w obrębie rodziny liścionosowatych (Phyllostomidae).

## Rozmieszczenie geograficzne
Plemię obejmuje gatunki występujące w krainie neotropikalnej.

## Systematyka
Do plemienia należą następujące rodzaje:
- Anoura J.E. Gray, 1838 – brakogonek
- Hylonycteris O. Thomas, 1903 – nietopernik – jedynym przedstawicielem jest Hylonycteris underwoodi O. Thomas, 1903 – nietopernik stokowy
- Choeroniscus O. Thomas, 1928 – długoryjek
- Choeronycteris von Tschudi, 1844 – wieprzoryjek – jedynym przedstawicielem jest Choeronycteris mexicana von Tschudi, 1844 – wieprzoryjek meksykański
- Dryadonycteris Nogueira, I.P. Lima, A.L. Peracchi & Simmons, 2012 – driadek – jedynym przedstawicielem jest Dryadonycteris capixaba Nogueira, I.P. Lima, A.L. Peracchi & Simmons, 2012  – driadek leśny
- Musonycteris Schaldach & McLaughlin, 1960 – bananówek – jedynym przedstawicielem jest Musonycteris harrisoni Schaldach & McLaughlin, 1960 – bananówek meksykański
- Lichonycteris O. Thomas, 1895 – jęzornicznik
- Scleronycteris O. Thomas, 1912 – językowiec – jedynym przedstawicielem jest Scleronycteris ega O. Thomas, 1912 – językowiec amazoński